# نیو لوسنا، ایلوئیلو
نیو لوسنا، ایلوئیلو (به لاتین: New Lucena) منطقه‌ای مسکونی در فیلیپین است که در ایلوئیلو واقع شده‌است.